# Acontia pallidula
Acontia pallidula är en fjärilsart som beskrevs av W. Warren 1913. Acontia pallidula ingår i släktet Acontia och familjen nattflyn. Inga underarter finns listade i Catalogue of Life.